# Bükkszentlászló
Bükkszentlászló (slovensky Stará Huta) je jednou z místních částí maďarského města Miskolc (Miškovec). Jedná se historicky o poslední vesnici, která byla k maďarskému sídlu připojena, a to v roce 1981. Samotná městská část je tvořena prostými vesnickými domy, které jsou soustředěny po obou stranách potoka Tatár-árok. Od zbytku Miskolce ji oddělují kopce pohoří Bükk o nadmořské výšce okolo 400 m n. m. Od centra města je vzdálena vzdušnou čarou 8 km.
V centrální části bývalé vsi se nachází kaple sv. Ladislava (maďarsky Szent László kápolna). V blízkosti Bükkszentlászló se nachází bývalé keltské hradiště Nagysanc (Velká šance).